# Lycaena kiyokoae
Lycaena kiyokoae är en fjärilsart som beskrevs av Sakai 1978. Lycaena kiyokoae ingår i släktet Lycaena och familjen juvelvingar. Inga underarter finns listade i Catalogue of Life.